# ایگوانای آبی (فیلم ۲۰۱۸)
ایگوانای آبی (به انگلیسی: Blue Iguana) فیلمی محصول سال ۲۰۱۸ و به کارگردانی آدام رپ است. در این فیلم بازیگرانی همچون سم راکول، دنی گرنجر، بن شوارتز، پیتر فرناندو، سیمون کالو، آل ویور، فرانسس باربر، فیبی فاکس و آماندا داناهو ایفای نقش کرده‌اند.